# Isabel Jeans
Isabel Jeans, född 16 september 1891 i London, England, död 4 september 1985 i London, var en brittisk skådespelare. Hon var aktiv inom såväl brittisk som amerikansk teater och film. Hon gjorde huvudroller i två av Alfred Hitchcocks tidiga filmer på 1920-talet.

## Filmografi, urval
- 1927 – Downhill
- 1928 – Olovlig kärlek
- 1937 – Kamrater i Paris
- 1938 – Kjol- och rackartyg
- 1938 – Jag går madam tillhanda
- 1939 – En flicka på väg till Paris
- 1941 – Illdåd planeras?
- 1958 – Gigi, ett lättfärdigt stycke
- 1963 – Vilket himla liv
- 1969 – Låt pengarna rulla